# Courtemont-Varennes
 Courtemont-Varennes  là một xã ở tỉnh Aisne, vùng Hauts-de-France thuộc miền bắc nước Pháp.